# Gonempeda yellowstonensis
Gonempeda yellowstonensis là một loài ruồi trong họ Limoniidae. Chúng phân bố ở miền Tân bắc.